# АТХ-B
Код АТХ-B (англ. АТС-B) «Препараты, влияющие на кроветворение и кровь» — раздел система буквенно-цифровых кодов Анатомо-терапевтическо-химической классификации, разработанных Всемирной организацией здравоохранения для классификации лекарств и других медицинских продуктов.
Коды для применения в ветеринарии (ATCvet коды) могут быть созданы путём добавления буквы Q в передней части человеческого Код ATC: QB.
Из-за различных национальных особенностей в классификацию АТС могут включаться дополнительные коды, которые отсутствуют в этом списке, который составлен Всемирной организацией здравоохранения.
- АТХ код B01 — Антикоагулянты
- АТХ код B02 — Гемостатические препараты
- АТХ код B03 — Антианемические препараты
- АТХ код B05 — Плазмозамещающие и перфузионные растворы
- АТХ код B06 — Прочие гематологические препараты